# Enid Yandell
Pour les articles homonymes, voir Yandell.
Enid Yandell née le 6 octobre 1869 à Louisville (Kentucky, États-Unis) et morte le 12 juin 1934 à Boston (Massachusetts, États-Unis), est une sculptrice américaine.
Après avoir étudié auprès d'éminents sculpteurs du monde entier, comme Auguste Rodin, Philip Martiny (en) et Frederick William MacMonnies, elle crée d'innombrables œuvres d'art, de nombreux bustes en bronze et des sculptures monumentales sur commande.
Sa participation à l'Exposition universelle de Chicago en 1893 assoit sa notoriété et propulse sa carrière artistique.

## Biographie

### Jeunesse et formation
Enid Yandell est née le 6 octobre 1869 à Louisville. Elle est l'aînée des quatre enfants de Lunsford Pitts Yandell Jr. et Louise Elliston Yandell. Son père décède quand elle a quatorze ans. Sa mère élève alors seule leurs quatre enfants, attachant une grande importance à leur éducation, garçon comme filles.
Enid Yandell fréquente le Hampton College, une école pour filles à Louisville où elle obtient des diplômes en chimie et en art. Pendant ce temps, elle continue à pratique le modelage et s'initie à la sculpture sur bois auprès de Benn Pitman, un célèbre menuisier de Cincinnati. Elle s'inscrit ensuite à l'Académie d'art de Cincinnati, où elle remporte le premier prix après son diplôme en 1889. Elle complète sa formation auprès d'artistes comme Lorado Taft, Philip Martiny (en) et Karl Bitter,.

#### Carrière artistique
À partir de 1890, elle travaille alternativement de petits bustes en bronze et de grandes œuvres sur commande. Elle sculpte des bustes et des bas-reliefs de plusieurs personnages locaux et historiques, dont l'ami de la famille et avocat Reuben T. Durrett et l'officier de la guerre d'indépendance George Rogers Clark.
Enid Yandell fait partie d'un groupe de femmes sculptrices connu sous le nom de White Rabbits (en), constitué par Lorado Taft pour achever le bâtiment de l'horticulture destiné à l'Exposition universelle de Chicago en 1893, travail pour lequel aucun sculpteur masculin n'était plus disponible…. Elle participe, avec quatre autres femmes, à la réalisation des embellissements architecturaux et des sculptures de ce bâtiment. Elle est également choisie par Bertha Palmer, présidente du Board of Lady Managers pour créer les 24 cariatides qui soutiennent le jardin sur le toit du Woman's Building,,. Par la suite, Enid Yandell participe à la rédaction d'un récit semi-autobiographique de son implication dans la planification de la foire, Three Girls in a Flat (1892).
En 1894, Enid Yandell se rend à Paris, où elle étudie avec des professeurs de l'Académie Vitti de Montparnasse, dont Frederick William MacMonnies. Elle travaille également avec Auguste Rodin,.
Elle s'installe ensuite à New York mais retourne fréquemment à Paris, y maintient un atelier et expose plusieurs fois au Salon de Paris à partir de 1895.
En 1898, Enid Yandell devient une des premières femmes membres de la National Sculpture Society (en).
Elle réalise un certain nombre de grandes sculptures sur commission : la statue de Daniel Boone pour le Filson club de Louisville et exposée à la Foire de Chicago de 1893, le Lewis Memorial à New Haven en 1894, la fontaine du Mémorial Bajnotti à Providence en 1899, pour laquelle elle est sélectionnée, parmi 18 éminents sculpteurs américains, une statue de la Victoire, exposée à la Louisiana Purchase Exhibition en 1904.

### Engagement social et politique
En plus de son travail d'artiste, Enid Yandell est engagée dans diverses actions à caractère social.
En 1908 elle fonde une école de sculpture, la Branstock School à Edgartown sur Martha's Vineyard dans le Massachusetts où elle vit et enseigne la sculpture. L'école s'étend rapidement à d'autres disciplines artistiques : modelage, dessin, gravure sur bois, illustration et peinture puis, sous l'infuence du mouvement Arts and crafts, aux arts décoratifs. L'école fonctionne pendant plusieurs étés jusqu'à la mort d'Enid Yandell en 1934,.
Elle travaille également avec Appui Aux Artistes, une organisation qui fournit des repas abordables aux personnes impliquées dans les arts et à leurs familles.
Enid Yandell est activement engagée en faveur du droit de vote des femmes. Elle participe à au moins un défilé pour le suffrage féminin à New York, sous la bannière des sculpteurs, offre des oeuvres d'art pour une collecte de fonds et fait campagne pour Calvin Coolidge, candidat républicain au poste de gouverneur du Massachusetts en 1918 qui défend le droit de vote des femmes. Au début des années 1900, elle décrit son engagement comme une déclaration politique pour l'action des femmes pour leurs droits, que ce soit dans l'isoloir ou sur le lieu de travail,,.
Pendant la Première Guerre mondiale, Enid Yandell est impliquée en France dans la Croix-Rouge et dans La Société des Orphelins de la Guerre, une organisation française. Après son retour aux États-Unis, en 1915, elle est directrice du Bureau des communications de la Croix-Rouge américaine à New York et présidente du Comité des femmes du Conseil de défense nationale (en). Elle développe un système d'indexation pour gérer le placement et la localisation des soldats blessés dans divers hôpitaux.
Elle consacre beaucoup de temps à ces activités et abandonne en partie la sculpture.

### Fin de vie
Enid Yandell décède le 12 juin 1934 à Boston. Elle est inhumée au cimetière Cave Hill à Louisville, section O, lot 396, avec sa famille et à côté de sa sœur Maud.

## Reconnaissance et distinctions
- 1893 : elle est une des trois femmes récompénsées par des médailles à la Foire de Chicago[6].
- 1906 : Officière de l'Académie par le gouvernement français en 1906[6]
- 1913 : Sa sculpture The Five Senses participe au Armory Show à New York city[8]
- 2019 : Louisville organise une célébration A Life of Art and Activism à l'occasion du 150e anniversaire d'Enid Yandell, sculptrice, militante et défenseuse du suffrage féminin. La célébration comprend plusieurs expositions et une étude[14].
- 2021: Exposition collective, Central to Their Lives: Southern Women Artists in the Johnson Collection, Taubman Museum of Art, Roanoke[15]

Les archives d'Enid Yandell, comprenant 48 images, sont conservées aux Archives of American Art et ont été numérisées.
L'association ENID: Generations of Women Sculptors, un collectif de 16 sculptrices porte son nom.
Ses œuvres se trouvent dans des institutions aux États-Unis et en France. La collection de sculpture au Speed Art Museum de Louisville comprend un grand nombre de ses œuvres en plâtre.

## Œuvre artistique

### Style artistique
Les œuvres d'Enid Yandell, comme le veut l'époque, semblent tenter d'incarner des idées littéraires et philosophiques, parfois lourdement. Son style reflète un mélange de néo-classicisme, avec un accent sur les proportions idéales et les attributs de l'Antiquité, de romantisme et de symbolisme éclectique,.

### Statue de Daniel Boone
Après l'Exposition de Chicago et forte de sa notoriété, Enid Yandell propose au Filson Club de Louisville de réaliser une statue de Daniel Boone, que le club accepte de financer. Pour le moulage en plâtre, Enid Yandell utilise la chemise de chasse, le fusil à silex, le tomahawk, le couteau à scalper et la corne à poudre de Boone. Le moulage est présenté lors de plusieurs expositions avant d'être coulée en bronze pour la ville de Louisville en 1906. Elle survit à une série de violentes tornades le 3 avril 1974, et se trouve maintenant à Cherokee Park à Louisville. Une autre statue est moulée en 1967 et placée sur le campus de l'Eastern Kentucky University à Richmond, Kentucky,,.

### Tennessee Centennial International Exposition
À 27 ans, Enid Yandell est chargée de créer une sculpture monumentale de Pallas Athéna pour le centenaire et l'exposition internationale du Tennessee de 1897. Elle crée la statue dans son atelier à Paris, se référant à la Pallas de Velletri, elle-même une copie d'une statue grecque antique. Elle se présente avec un bras levé victorieusement et l'autre bras avec la paume tournée vers le haut dans un geste de bienvenue. La sculpture de 12 mètres de hauteur est la plus grande jamais réalisée par une femme. Elle est expédiée en sections à Nashville par bateau et assemblée sur place. Elle est exposée devant le bâtiment des beaux-arts de l'exposition, réplique grandeur nature du Parthénon à Athènes. Cette statue colossale permet à Enid Yandell de développer ses compétences et lui vaut une reconnaissance publique considérable. Mais elle est réalisée en staff, plâtre et filasse et n'a jamais été bronzée, elle ne résiste donc pas au temps et s'effrite au fil des années. Le Parthénon est reconstruit avec des matériaux permanents et abrite désormais une statue d'Athéna différente d'Alan LeQuire,.

### The Wheelmen's Bench
Ce banc en marbre blanc et pierre est situé à Louisville, à l'intersection de Third Street et Southern Parkway. Il est érigé en l'honneur d'un pionnier du cyclisme A.D. Ruff (1827-1896). Il est inauguré lors du Cycle Carnival en 1897, un événement célébrant une nouvelle piste cyclable le long de Souther Parkway

### Struggle of life
Aussi connue sous le nom de Fontaine Bajnotti ou mémorial Carrie Brown, cette sculpture d'Enid Yandell lui est commandée par le diplomate italien Paul Bajnotti, de Turin, pour honorer la mémoire de sa femme Carrie Brown.Elle est située dans le parc Burnside, au centre-ville de Providence. Une version en plâtre, alors nommée Struggle of Existence est montrée à l'exposition panaméricaine de 1901 à Buffalo. Elle représente un groupe de cinq personnes, décrit par un journal de l'époque comme « La lutte de l'Esprit de Vie pour échapper à l'influence gênante du Devoir, de l'Avarice et de la Passion » . Pour sa part, Enid Yandell la décrit comme représentant « la tentative du âme immortelle en nous pour se libérer des handicaps et des enchevêtrements de ses environnements terrestres. »,.

### Ninigret
Ninigret Yandell a produit une sculpture de Ninigret, un sachem du XVIIe siècle de la tribu Niantic orientale, qui a été érigée en 1914 dans la ville balnéaire de Watch Hill, Rhode Island.

La sculpture Ninigret, un sachem du XVIIe siècle de la tribu des Niantic est une commande de Frances Canby Griscom (Biddle) en mémoire de son mari Clement Acton Griscom (en), un magnat de la navigation du XIXe siècle. Ninigret est représenté tenant un poisson dans chaque main. La sculpture en bronze fait à l'origine partie d'une fontaine pour les chevaux du village, l'eau coulant de la bouche des poissons dans un abreuvoir. La statue a été déplacée plusieurs fois, depuis 2016, elle se trouve à l'extrémité nord de Village Park, face au port. La fontaine a été restaurée et de l'eau coule à nouveau de la bouche des deux poissons tenus par le chef.

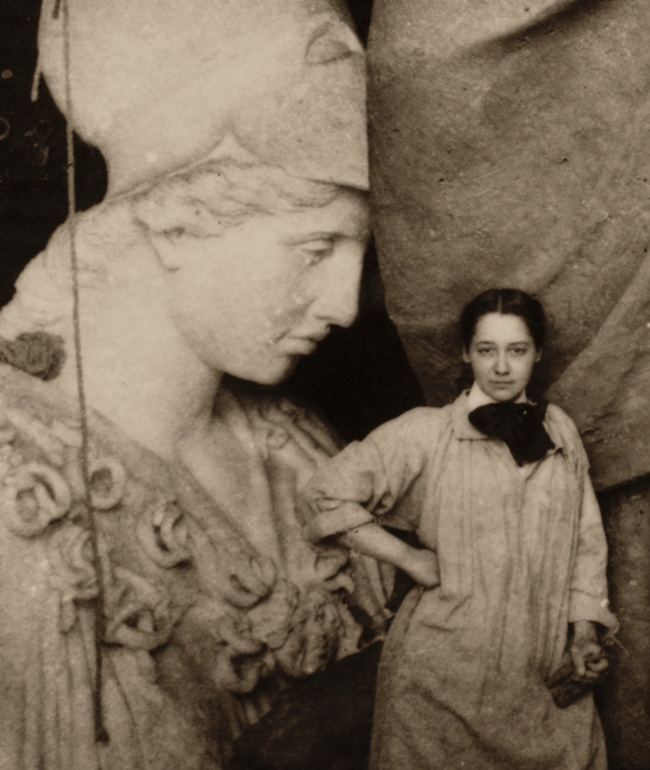
Enid Yandell posant devant sa sculpture de Pallas Athéna en 1896.
Le mémorial Carrie Brown à Providence
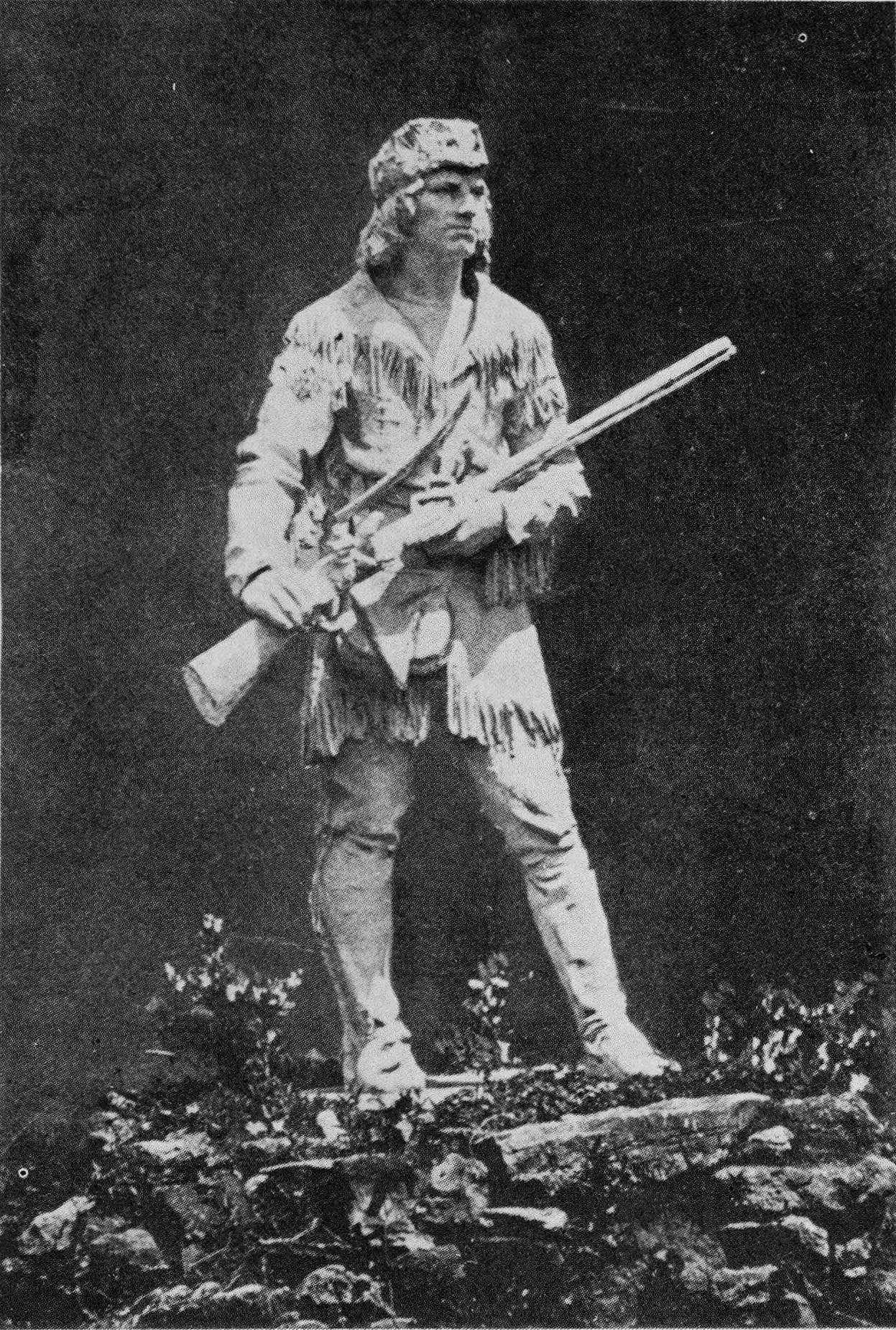
Statue de Daniel Boone
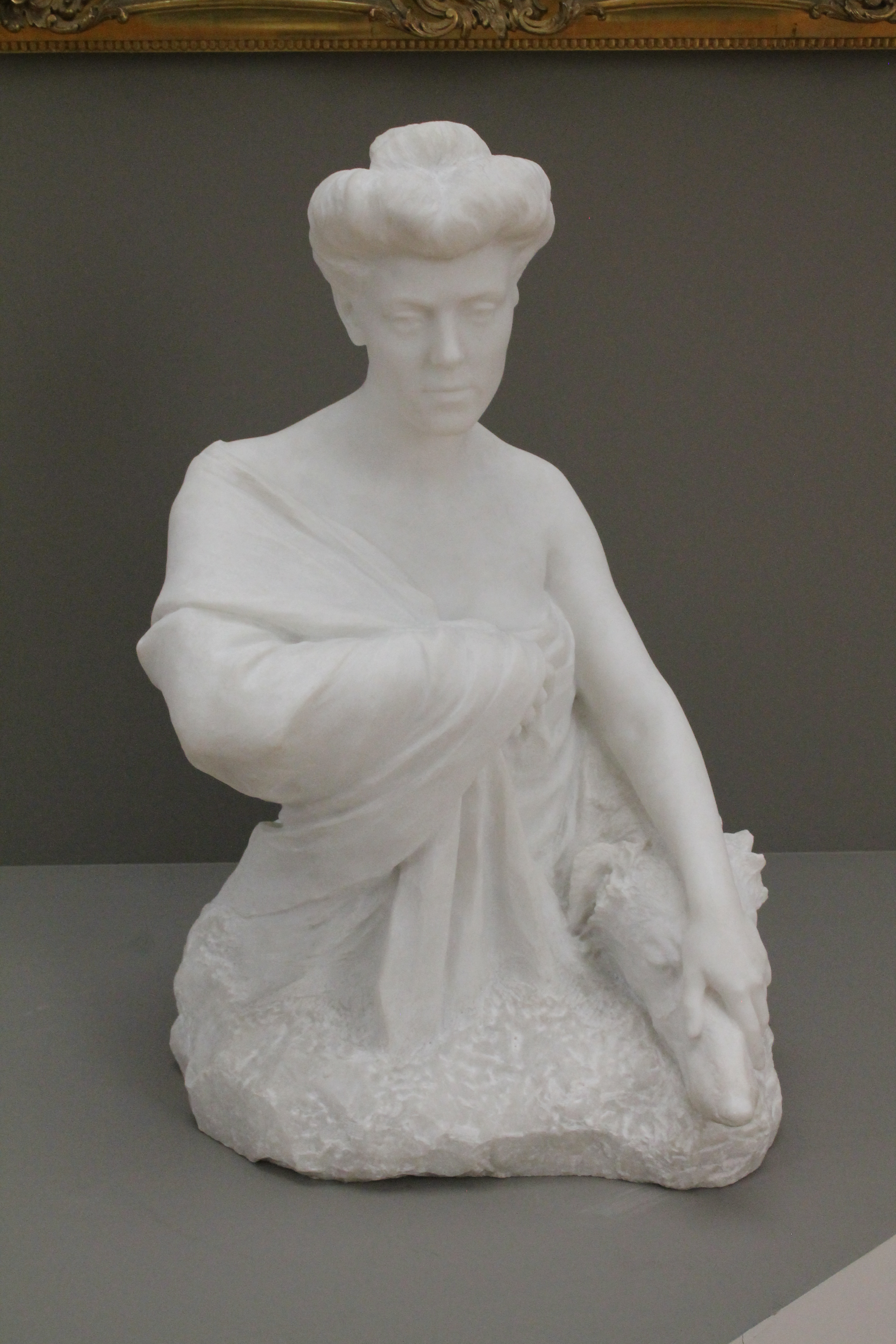
Mme Dekkert de la Meillaye et son chien (1900, Musée d'arts de Nates)